# Britannia Royal Naval College

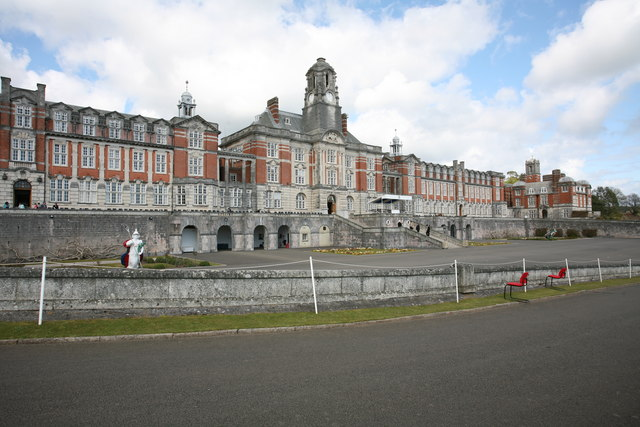
Britannia Royal Naval College, Dartmouth

Das Britannia Royal Naval College (BRNC), auch einfach als Dartmouth bezeichnet, ist die Marineschule des Vereinigten Königreichs, an der die grundlegende Offizierausbildung der Royal Navy durchgeführt wird. Das College liegt auf einem Hügel, von dem aus man den Hafen von Dartmouth, Devon, England überschaut Die Ausbildung des Offiziernachwuchses findet hier seit 1863 statt. Die heute benutzten Gebäude wurden im Jahr 1905 fertiggestellt. Frühere Kadetten wohnten auf Hulks, die im Fluss Dart lagen. Seit 1998 ist das BRNC die einzige zentrale Ausbildungseinrichtung für britische Seeoffiziere.

## Geschichte

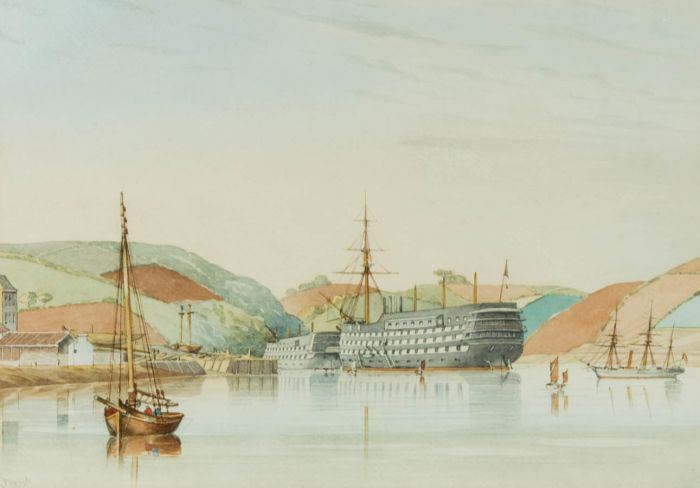
HMS Britannia als Hulk in Dartmouth, Gemälde von Captain G.P. Mends

Als im Jahr 1863 die hölzerne Hulk HMS Britannia von Portland in den River Dart verlegt wurde, um dort als Stützpunkt zu dienen, begann damit die Offiziersausbildung an diesem Ort. 1864, als mehr Kadetten hinzukamen, wurde auch die Hulk HMS Hindostan nach Dartmouth gebracht. Zuvor war die britische Marineakademie (Royal Naval Academy, später Royal Naval College) von 1733 bis 1837 in dem wichtigen Marinestützpunkt Portsmouth angesiedelt gewesen. Die Hulk Britannia wurde 1869 durch die HMS Prince of Wales ersetzt, die für diesen Einsatz auf den Namen Britannia umgetauft wurde.

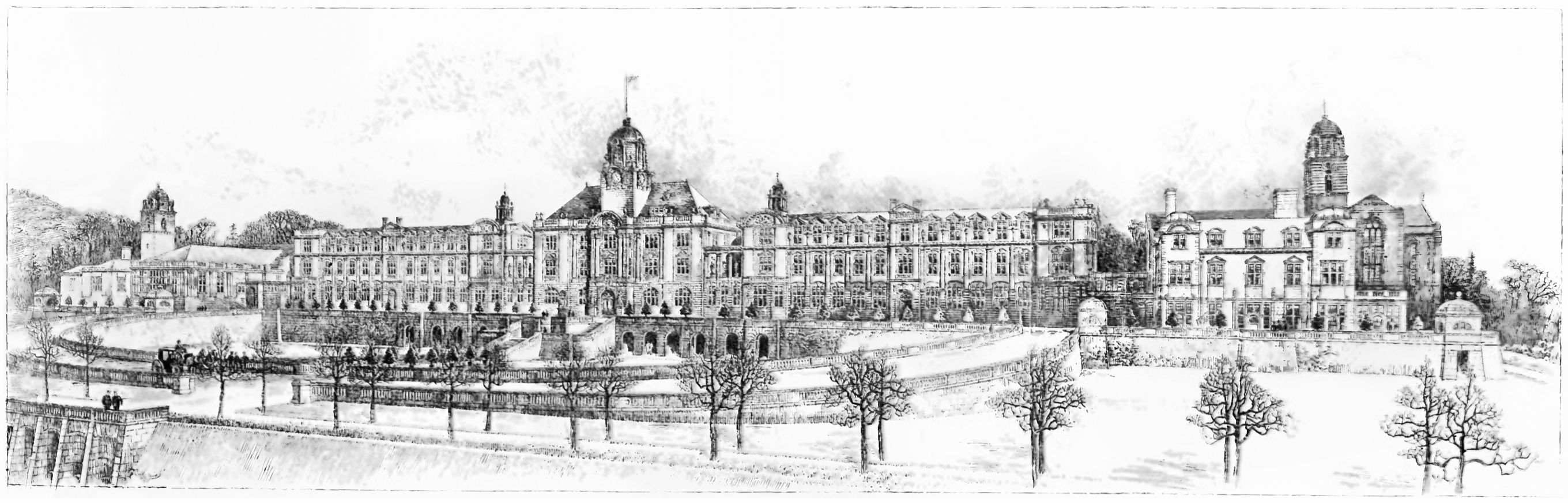
Zeichnung von Aston Webb, Architekt

Sir Aston Webb entwarf die eigentlichen Gebäude des College an Land. Sie wurden im Jahr 1905 praktisch fertiggestellt. Den Grundstein für das Bauwerk hatte König Edward VII im März 1902 gelegt.
Die Kadetten, die ihre Ausbildung bereits im Royal Naval College Osborne begonnen hatten, wurden im September 1905 an das BRNC versetzt.
Die ursprüngliche Bezeichnung der Schule war Royal Naval College, Dartmouth. Landdienststellen der Royal Navy erhalten in der Regel auch Schiffsnamen. So lag es nahe, den Namen der ersten in Dartmouth verwendeten Hulk zu benutzen und den Namen HMS Britannia zu vergeben. Im Jahr 1953 erfolgte erneut eine Umbenennung, da der Name Britannia an die damals neu gebaute königliche Yacht vergeben wurde. Das College erhielt den Namen HMS Dartmouth.
Während des Zweiten Weltkriegs kam es im September 1942 zu einem Bombenangriff durch Focke-Wulf Flugzeuge der deutschen Luftwaffe. Bis Herbst 1946 musste der Ausbildungsbetrieb in das Anwesen Eaton Hall, 2 km südlich von Eccleston in Cheshire verlegt werden.
Nach der Schließung des Royal Naval Engineering College in Manadon/Plymouth, 1994, und des Royal Naval College, Greenwich, im Jahr 1998 ist das Britannia Royal Naval College die einzige verbliebene Marineschule des Vereinigten Königreichs.

## Absolventen
Die britischen Könige Georg V. und Georg VI. waren Kadetten des Britannia Royal Naval College, ebenso König Charles III. und sein jüngerer Bruder Andrew, Duke of York.
William, Prince of Wales war nur für kurze Zeit nach seiner Ausbildung an der Royal Military Academy Sandhurst hier.
Das erste, als bedeutsam bezeichnete Treffen zwischen der damaligen Prinzessin Elisabeth und ihrem späteren Ehemann, dem damaligen Prinz Philipp von Griechenland und Dänemark fand im Juli 1939 im Britannia Royal Naval College statt, wo Philip Kadett war.
Timothy Laurence, zweiter Ehemann von Prinzessin Anne, The Princess Royal, durchlief die Ausbildung am BRNC.
Neben dem bekannteren Autor und Publizisten Cyril Northcote Parkinson war eine Vielzahl prominenter und einflussreicher Persönlichkeiten zur Ausbildung in Dartmouth, darunter naturgemäß in erster Linie Admirale der Royal Navy: William Crawford, Andrew Cunningham, 1st Viscount Cunningham of Hyndhope, Hugh Evan-Thomas, John Fieldhouse, Baron Fieldhouse, Peter Gretton, Paul Haddacks, Peter Hill-Norton, Horace Hood, Robin Janvrin, Baron Janvrin, Philip Jones, Angus Konstam, David Loram, Brian Murray, Julian Oswald, Jock Slater, William Staveley, Jean Vanier, Philip Vian, Frederic John Walker, Alan West, Baron West of Spithead, Sandy Woodward.